# Élections législatives partielles au cours de la Xe législature de la Cinquième République française
Trente-six élections législatives partielles ont lieu durant la Xe législature de l'Assemblée nationale sous la Cinquième République.

## Liste
| #  | Dates de l’élection          | Circonscription                 | Député élu lors des élections législatives de 1993 | Parti | Parti | Député élu ou réélu lors des élections législatives partielles | Parti | Parti | Raison                                                           |
| -- | ---------------------------- | ------------------------------- | -------------------------------------------------- | ----- | ----- | -------------------------------------------------------------- | ----- | ----- | ---------------------------------------------------------------- |
| 1  | 12 et 19 septembre 1993      | 8e de la Loire-Atlantique       | Étienne Garnier                                    |       | RPR   | Étienne Garnier                                                |       | RPR   | Annulation de l'élection sur décision du Conseil constitutionnel |
| 2  | 19 septembre 1993            | 3e des Landes                   | Henri Emmanuelli                                   |       | PS    | Henri Emmanuelli                                               |       | PS    | Démission                                                        |
| 3  | 5 et 12 décembre 1993        | 6e de la Marne                  | Philippe Martin                                    |       | RPR   | Philippe Martin                                                |       | RPR   | Annulation de l'élection sur décision du Conseil constitutionnel |
| 4  | 30 janvier et 6 février 1994 | 1re des Alpes-de-Haute-Provence | Pierre Rinaldi                                     |       | RPR   | Francis Galizi                                                 |       | UDF   | Démissions d'office sur décision du Conseil constitutionnel      |
| 5  | 30 janvier et 6 février 1994 | 1re de Loir-et-Cher             | Jack Lang                                          |       | PS    | Michel Fromet                                                  |       | PS    | Démissions d'office sur décision du Conseil constitutionnel      |
| 6  | 30 janvier et 6 février 1994 | 19e de Paris                    | Jean-Pierre Pierre-Bloch                           |       | UDF   | Daniel Vaillant                                                |       | PS    | Démissions d'office sur décision du Conseil constitutionnel      |
| 7  | 6 et 13 mars 1994            | 2e des Alpes-Maritimes          | Christian Estrosi                                  |       | RPR   | Jean-Paul Baréty                                               |       | RPR   | Annulation de l'élection sur décision du Conseil constitutionnel |
| 8  | 12 et 19 juin 1994           | 1re de la Haute-Garonne         | Dominique Baudis                                   |       | UDF   | Jean-Claude Paix                                               |       | UDF   | Démission (cumul de mandats)                                     |
| 9  | 27 novembre 1994             | 4e de la Vendée                 | Philippe de Villiers                               |       | MPF   | Bruno Retailleau                                               |       | MPF   | Démission (élu au parlement européen)                            |
| 10 | 15 et 22 janvier 1995        | 3e de la Guadeloupe             | Édouard Chammougon                                 |       | DVD   | Léo Andy                                                       |       | PS    | Déchéance sur décision du Conseil constitutionnel                |
| 11 | 18 juin 1995                 | 3e de la Corrèze                | Jacques Chirac                                     |       | RPR   | Jean-Pierre Dupont                                             |       | RPR   | Démission (élu Président de la République)                       |
| 12 | 18 juin 1995                 | 5e d'Ille-et-Vilaine            | Pierre Méhaignerie                                 |       | UDF   | Pierre Méhaignerie                                             |       | UDF   | Départs du gouvernement et démissions suppléants                 |
| 13 | 18 juin 1995                 | 6e de la Loire                  | Pascal Clément                                     |       | UDF   | Pascal Clément                                                 |       | UDF   | Départs du gouvernement et démissions suppléants                 |
| 14 | 18 juin 1995                 | 5e de Saône-et-Loire            | Dominique Perben                                   |       | RPR   | Dominique Perben                                               |       | RPR   | Démission suppléant                                              |
| 15 | 18 et 25 juin 1995           | 6e du Val-de-Marne              | Robert-André Vivien                                |       | RPR   | Michel Giraud                                                  |       | RPR   | Décès et démission suppléant                                     |
| 16 | 18 et 25 juin 1995           | 4e du Bas-Rhin                  | André Durr                                         |       | RPR   | Yves Bur                                                       |       | UDF   | Déchéance sur décision du Conseil constitutionnel                |
| 17 | 10 septembre 1995            | 1re de la Corse-du-Sud          | José Rossi                                         |       | UDF   | José Rossi                                                     |       | UDF   | Départs du gouvernement et démissions suppléants                 |
| 18 | 10 et 17 septembre 1995      | 1re de Meurthe-et-Moselle       | André Rossinot                                     |       | UDF   | André Rossinot                                                 |       | UDF   | Départs du gouvernement et démissions suppléants                 |
| 19 | 10 et 17 septembre 1995      | 5e des Pyrénées-Atlantiques     | Alain Lamassoure                                   |       | UDF   | Alain Lamassoure                                               |       | UDF   | Démission suppléant                                              |
| 20 | 10 et 17 septembre 1995      | 6e des Pyrénées-Atlantiques     | Michèle Alliot-Marie                               |       | RPR   | Michèle Alliot-Marie                                           |       | RPR   | Départ du gouvernement et démission suppléant                    |
| 21 | 10 et 17 septembre 1995      | 7e de la Seine-Maritime         | Antoine Rufenacht                                  |       | RPR   | Jean-Yves Besselat                                             |       | RPR   | Démission                                                        |
| 22 | 10 et 17 septembre 1995      | 5e du Var                       | François Léotard                                   |       | UDF   | François Léotard                                               |       | UDF   | Départs du gouvernement et démissions suppléants                 |
| 23 | 17 et 24 septembre 1995      | 2e d'Indre-et-Loire             | Bernard Debré                                      |       | RPR   | Jean-Jacques Filleul                                           |       | PS    | Départs du gouvernement et démissions suppléants                 |
| 24 | 17 et 24 septembre 1995      | 2e de la Haute-Savoie           | Bernard Bosson                                     |       | UDF   | Bernard Bosson                                                 |       | UDF   | Départs du gouvernement et démissions suppléants                 |
| 25 | 17 et 24 septembre 1995      | 12e de Paris                    | Édouard Balladur                                   |       | RPR   | Édouard Balladur                                               |       | RPR   | Départs du gouvernement et démissions suppléants                 |
| 26 | 17 et 24 septembre 1995      | 6e des Hauts-de-Seine           | Nicolas Sarkozy                                    |       | RPR   | Nicolas Sarkozy                                                |       | RPR   | Départs du gouvernement et démissions suppléants                 |
| 27 | 8 octobre 1995               | 4e d'Ille-et-Vilaine            | Alain Madelin                                      |       | UDF   | Alain Madelin                                                  |       | UDF   | Départs du gouvernement et démissions suppléants                 |
| 28 | 3 et 10 décembre 1995        | 1re des Hautes-Pyrénées         | Gérard Trémège                                     |       | UDF   | Pierre Forgues                                                 |       | PS    | Démission                                                        |
| 29 | 3 et 10 décembre 1995        | 8e du Rhône                     | Michel Mercier                                     |       | UDF   | Maurice Depaix                                                 |       | PS    | Démission (élus au Sénat)                                        |
| 30 | 3 et 10 décembre 1995        | 9e de la Seine-Maritime         | Charles Revet                                      |       | UDF   | Frédérique Bredin                                              |       | PS    | Démission (élus au Sénat)                                        |
| 31 | 3 et 10 décembre 1995        | 3e de Seine-et-Marne            | Jean-Jacques Hyest                                 |       | UDF   | Pierre Carassus                                                |       | MDC   | Démission (élus au Sénat)                                        |
| 32 | 3 et 10 décembre 1995        | 4e de Seine-et-Marne            | Alain Peyrefitte                                   |       | RPR   | Christian Jacob                                                |       | RPR   | Démission (élus au Sénat)                                        |
| 33 | 3 et 10 décembre 1995        | 2e de l'Essonne                 | Xavier Dugoin                                      |       | RPR   | Franck Marlin                                                  |       | RPR   | Démission (élus au Sénat)                                        |
| 34 | 3 et 10 décembre 1995        | 5e de l'Essonne                 | Michel Pelchat                                     |       | UDF   | Jean-Marc Salinier                                             |       | PS    | Démission (élus au Sénat)                                        |
| 35 | 10 et 17 décembre 1995       | 4e du Calvados                  | Nicole Ameline                                     |       | UDF   | Nicole Ameline                                                 |       | UDF   | Départ du gouvernement et démission suppléant                    |
| 36 | 18 et 25 février 1996        | 2e des Yvelines                 | Franck Borotra                                     |       | RPR   | Franck Borotra                                                 |       | RPR   | Démission                                                        |
| 37 | 18 et 25 février 1996        | 13e de la Seine-Saint-Denis     | Christian Demuynck                                 |       | RPR   | Michel Pajon                                                   |       | PS    | Démission (élus au Sénat)                                        |
| 38 | 10 et 17 mars 1996           | 6e du Var                       | Hubert Falco                                       |       | UDF   | Maurice Janetti                                                |       | PS    | Démission (élus au Sénat)                                        |
| 39 | 8 et 15 septembre 1996       | 2e de La Réunion                | Paul Vergès                                        |       | PCR   | Claude Hoarau                                                  |       | PCR   | Démission (élus au Sénat)                                        |
| 40 | 13 et 20 octobre 1996        | 10e des Bouches-du-Rhône        | Bernard Tapie                                      |       | PRS   | Roger Meï                                                      |       | PCF   | Déchéance sur décision du Conseil constitutionnel                |

## Élections partielles en 1993

### Huitième circonscription de la Loire-Atlantique
| Candidat          | Candidat                      | Parti          | Premier tour | Premier tour | Second tour | Second tour |  |
| Candidat          | Candidat                      | Parti          | Voix         | %            | Voix        | %           |  |
| ----------------- | ----------------------------- | -------------- | ------------ | ------------ | ----------- | ----------- |  |
|                   | Étienne Garnier sortant réélu | RPR (UPF)      | 11 088       | 38,85        | 16 925      | 50,04       |  |
|                   | Claude Évin                   | PS             | 9 966        | 34,91        | 16 896      | 49,96       |  |
|                   | Jean-René Teillant            | PCF            | 3 272        | 11,46        |             |             |  |
|                   | René Bouin                    | FN             | 1 186        | 4,15         |             |             |  |
|                   | Marie-France Belin            | LO             | 659          | 2,31         |             |             |  |
|                   | Joël Gicquiaud                | Les Verts      | 659          | 2,31         |             |             |  |
|                   | Philippe Bodard               | GÉ             | 646          | 2,26         |             |             |  |
|                   | André Fagès                   | Divers droite  | 385          | 1,35         |             |             |  |
|                   | Bernard Hazo                  | PT             | 363          | 1,27         |             |             |  |
|                   | Nicole Girel                  | LT-LNÉ         | 174          | 0,61         |             |             |  |
|                   | Monique Jacobs                | AP             | 74           | 0,26         |             |             |  |
|                   | Charles Genaudean             | PLN            | 72           | 0,25         |             |             |  |
|                   |                               |                |              |              |             |             |  |
| Inscrits          | Inscrits                      | Inscrits       | 73 751       | 100,00       | 73 751      | 100,00      |  |
| Abstentions       | Abstentions                   | Abstentions    | 44 290       | 60,05        | 37 755      | 51,19       |  |
| Votants           | Votants                       | Votants        | 29 461       | 39,95        | 35 996      | 48,81       |  |
| Blancs et nuls    | Blancs et nuls                | Blancs et nuls | 917          | 3,11         | 2 175       | 6,04        |  |
| Exprimés          | Exprimés                      | Exprimés       | 28 544       | 96,89        | 33 821      | 93,96       |  |
| Source : Le Monde |                               |                |              |              |             |             |  |

### Troisième circonscription des Landes
|                   | Henri Emmanuelli sortant réélu | PS             | 21 928 | 50,22  |  |  |  |
|                   | Jacques de Guenin              | UDF (PR)       | 16 102 | 36,88  |  |  |  |
|                   | André Lafitte                  | PCF            | 4 337  | 9,93   |  |  |  |
|                   | Martine Lécuyer                | FN             | 1 298  | 2,97   |  |  |  |
|                   |                                |                |        |        |  |  |  |
| Inscrits          | Inscrits                       | Inscrits       | 77 154 | 100,00 |  |  |  |
| Abstentions       | Abstentions                    | Abstentions    | 31 568 | 40,92  |  |  |  |
| Votants           | Votants                        | Votants        | 45 586 | 59,08  |  |  |  |
| Blancs et nuls    | Blancs et nuls                 | Blancs et nuls | 1 921  | 4,21   |  |  |  |
| Exprimés          | Exprimés                       | Exprimés       | 43 665 | 95,79  |  |  |  |
| Source : Le Monde |                                |                |        |        |  |  |  |

### Sixième circonscription de la Marne
| Candidat           | Candidat                      | Parti               | Premier tour | Premier tour | Second tour | Second tour |  |
| Candidat           | Candidat                      | Parti               | Voix         | %            | Voix        | %           |  |
| ------------------ | ----------------------------- | ------------------- | ------------ | ------------ | ----------- | ----------- |  |
|                    | Philippe Martin sortant réélu | Divers droite       | 13 678       | 41,12        | 18 543      | 54,97       |  |
|                    | Bernard Stasi                 | UDF (CDS)           | 10 558       | 31,74        | 15 189      | 45,02       |  |
|                    | Jacky Blavier                 | PS                  | 2 818        | 8,47         |             |             |  |
|                    | Guy Stocker                   | PCF                 | 2 664        | 8,01         |             |             |  |
|                    | Sylvain Gliozzo               | FN                  | 2 079        | 6,25         |             |             |  |
|                    | Marc Lefèvre                  | Les Verts           | 1 310        | 3,94         |             |             |  |
|                    | Yves Gautron                  | Extrême droite (AP) | 153          | 0,46         |             |             |  |
|                    |                               |                     |              |              |             |             |  |
| Inscrits           | Inscrits                      | Inscrits            | 65 996       | 100,00       |             | 100,00      |  |
| Abstentions        | Abstentions                   | Abstentions         | 31 890       | 48,32        |             |             |  |
| Votants            | Votants                       | Votants             | 34 106       | 51,68        |             |             |  |
| Blancs et nuls     | Blancs et nuls                | Blancs et nuls      | 846          | 2,48         |             |             |  |
| Exprimés           | Exprimés                      | Exprimés            | 33 260       | 97,52        | 33 732      |             |  |
| Source : Le Monde, |                               |                     |              |              |             |             |  |

## Élections partielles en 1994

### Première circonscription des Alpes-de-Haute-Provence
- Député sortant : Pierre Rinaldi (RPR)

| Candidat          | Candidat                  | Parti          | Premier tour | Premier tour | Second tour | Second tour |  |
| Candidat          | Candidat                  | Parti          | Voix         | %            | Voix        | %           |  |
| ----------------- | ------------------------- | -------------- | ------------ | ------------ | ----------- | ----------- |  |
|                   | Francis Galizi élu        | UDF (CDS)      | 8 863        | 39,06        | 13 581      | 52,92       |  |
|                   | François Massot           | PS             | 6 064        | 26,72        | 12 081      | 47,07       |  |
|                   | Gérard Paul               | PCF            | 2 790        | 12,30        |             |             |  |
|                   | Mireille d'Ornano         | FN             | 1 911        | 8,43         |             |             |  |
|                   | Pierre-Alain Cambefort    | Les Verts      | 1 844        | 8,13         |             |             |  |
|                   | Catherine Weyrich         | diss. PS       | 979          | 4,31         |             |             |  |
|                   | Bernard Falque de Bezaure | Extrême droite | 241          | 1,06         |             |             |  |
|                   |                           |                |              |              |             |             |  |
| Inscrits          | Inscrits                  | Inscrits       | 49 334       | 100,00       | 49 327      | 100,00      |  |
| Abstentions       | Abstentions               | Abstentions    | 25 281       | 51,24        | 21 376      | 43,34       |  |
| Votants           | Votants                   | Votants        | 24 053       | 48,76        | 27 951      | 56,66       |  |
| Blancs et nuls    | Blancs et nuls            | Blancs et nuls | 1 361        | 5,66         | 2 289       | 8,19        |  |
| Exprimés          | Exprimés                  | Exprimés       | 22 692       | 94,34        | 25 662      | 91,81       |  |
| Source : Le Monde |                           |                |              |              |             |             |  |

### Première circonscription de Loir-et-Cher
- Député sortant : Jack Lang (PS)

| Candidat                                   | Candidat            | Parti          | Premier tour | Premier tour | Second tour | Second tour |  |
| Candidat                                   | Candidat            | Parti          | Voix         | %            | Voix        | %           |  |
| ------------------------------------------ | ------------------- | -------------- | ------------ | ------------ | ----------- | ----------- |  |
|                                            | Michel Fromet élu   | PS             | 21 751       | 46,94        | 8 564       | 59,70       |  |
|                                            | Jacqueline Gourault | UDF (CDS)      | 16 553       | 35,67        | 9 278       | 40,29       |  |
|                                            | Paul Pelletier      | FN             | 2 661        | 5,74         |             |             |  |
|                                            | Jean-Louis Le Moing | PCF            | 2 546        | 5,49         |             |             |  |
|                                            | Nicole Combredet    | Les Verts      | 1 875        | 4,04         |             |             |  |
|                                            | Jean-Luc Ferré      | Divers droite  | 793          | 1,71         |             |             |  |
|                                            | Gérard Copède       | Divers         | 178          | 0,38         |             |             |  |
|                                            |                     |                |              |              |             |             |  |
| Inscrits                                   | Inscrits            | Inscrits       | 81 869       | 100,00       | 80 950      | 100,00      |  |
| Abstentions                                | Abstentions         | Abstentions    | 33 913       | 41,42        | 30 781      | 38,02       |  |
| Votants                                    | Votants             | Votants        | 47 956       | 58,58        | 50 169      | 61,98       |  |
| Blancs et nuls                             | Blancs et nuls      | Blancs et nuls | 1 619        | 3,38         | 2 327       | 4,64        |  |
| Exprimés                                   | Exprimés            | Exprimés       | 46 337       | 96,62        | 47 842      | 95,36       |  |
| Source : Le Monde du 8 février 1994, p. 12 |                     |                |              |              |             |             |  |

### Dix-neuvième circonscription de Paris
| Candidat                                   | Candidat                   | Parti          | Premier tour | Premier tour | Second tour | Second tour |  |
| Candidat                                   | Candidat                   | Parti          | Voix         | %            | Voix        | %           |  |
| ------------------------------------------ | -------------------------- | -------------- | ------------ | ------------ | ----------- | ----------- |  |
|                                            | Daniel Vaillant élu        | PS             | 4 191        | 33,20        | 7 964       | 53,60       |  |
|                                            | Anne-Marie Pierre-Bloch    | UDF (PSD)      | 3 968        | 31,43        | 6 893       | 46,39       |  |
|                                            | Patrice de Blignières      | FN             | 1 840        | 14,57        |             |             |  |
|                                            | Mireille Marchioni         | PCF            | 943          | 7,47         |             |             |  |
|                                            | Louis Girard               | Extrême droite | 475          | 3,76         |             |             |  |
|                                            | Bernadette Léonard-Deligny | Les Verts      | 264          | 2,09         |             |             |  |
|                                            | Dominique Martin-Ferrari   | GÉ             | 256          | 2,02         |             |             |  |
|                                            | Arnauld Folch              | Extrême droite | 221          | 1,75         |             |             |  |
|                                            | Philippe Crétet            | LCR            | 181          | 1,43         |             |             |  |
|                                            | Adnam Alnojem Azzam        | Divers         | 125          | 0,99         |             |             |  |
|                                            | Pierre Abadie              | Divers         | 72           | 0,57         |             |             |  |
|                                            | Alain-Serge Clary          | MDR            | 49           | 0,38         |             |             |  |
|                                            | José-Philippe Marquis      | Divers gauche  | 36           | 0,28         |             |             |  |
|                                            |                            |                |              |              |             |             |  |
| Inscrits                                   | Inscrits                   | Inscrits       | 41 621       | 100,00       | 41 621      | 100,00      |  |
| Abstentions                                | Abstentions                | Abstentions    | 28 773       | 69,13        | 26 031      | 62,54       |  |
| Votants                                    | Votants                    | Votants        | 12 848       | 30,87        | 15 590      | 37,46       |  |
| Blancs et nuls                             | Blancs et nuls             | Blancs et nuls | 227          | 1,77         | 733         | 4,7         |  |
| Exprimés                                   | Exprimés                   | Exprimés       | 12 621       | 98,23        | 14 857      | 95,3        |  |
| Source : Le Monde du 8 février 1994, p. 12 |                            |                |              |              |             |             |  |

### Deuxième circonscription des Alpes-Maritimes
| Candidat           | Candidat             | Parti               | Premier tour | Premier tour | Second tour | Second tour |  |
| Candidat           | Candidat             | Parti               | Voix         | %            | Voix        | %           |  |
| ------------------ | -------------------- | ------------------- | ------------ | ------------ | ----------- | ----------- |  |
|                    | Jean-Paul Baréty élu | RPR                 | 11 652       | 37,64        | 19 708      | 56,48       |  |
|                    | Jacques Peyrat       | FN                  | 11 618       | 37,53        | 15 185      | 43,52       |  |
|                    | Patrick Mottard      | PS                  | 4 268        | 13,78        |             |             |  |
|                    | Sylviane Douhet      | PCF                 | 1 245        | 4,02         |             |             |  |
|                    | Jean-Michel Galy     | MRG                 | 866          | 2,79         |             |             |  |
|                    | Guy Marimot          | Les Verts           | 739          | 2,38         |             |             |  |
|                    | Maurice Gillard      | diss. Les Verts     | 394          | 1,27         |             |             |  |
|                    | Pierre Ducher        | Extrême droite (AP) | 168          | 0,54         |             |             |  |
|                    |                      |                     |              |              |             |             |  |
| Inscrits           | Inscrits             | Inscrits            | 70 756       | 100,00       |             | 100,00      |  |
| Abstentions        | Abstentions          | Abstentions         | 39 117       | 55,28        |             |             |  |
| Votants            | Votants              | Votants             | 31 639       | 44,72        |             |             |  |
| Blancs et nuls     | Blancs et nuls       | Blancs et nuls      | 689          | 2,18         |             |             |  |
| Exprimés           | Exprimés             | Exprimés            | 30 950       | 97,82        | 34 893      |             |  |
| Source : Les Échos |                      |                     |              |              |             |             |  |

### Première circonscription de la Haute-Garonne
| Candidat                                                                   | Candidat              | Parti          | Premier tour | Premier tour | Second tour | Second tour |  |
| Candidat                                                                   | Candidat              | Parti          | Voix         | %            | Voix        | %           |  |
| -------------------------------------------------------------------------- | --------------------- | -------------- | ------------ | ------------ | ----------- | ----------- |  |
|                                                                            | Jean-Claude Paix élu  | UDF (CDS)      | 14 578       | 50,62        | 10 479      | 63,75       |  |
|                                                                            | Jean-Jacques Mirassou | PS             | 7 570        | 26,28        | 5 958       | 36,24       |  |
|                                                                            | Michel Marcouyeux     | FN             | 2 554        | 8,86         |             |             |  |
|                                                                            | Claude Fontès         | PCF            | 2 025        | 7,03         |             |             |  |
|                                                                            | Marie-France Mendez   | Les Verts      | 1 782        | 6,18         |             |             |  |
|                                                                            | Bernard Guegan        | Divers         | 286          | 0,99         |             |             |  |
|                                                                            |                       |                |              |              |             |             |  |
| Inscrits                                                                   | Inscrits              | Inscrits       | 60 611       | 100,00       | 60 645      | 100,00      |  |
| Abstentions                                                                | Abstentions           | Abstentions    | 30 535       | 50,38        | 43 336      | 71,46       |  |
| Votants                                                                    | Votants               | Votants        | 30 076       | 49,62        | 17 309      | 28,54       |  |
| Blancs et nuls                                                             | Blancs et nuls        | Blancs et nuls | 1 281        | 4,26         | 872         | 5,04        |  |
| Exprimés                                                                   | Exprimés              | Exprimés       | 28 795       | 95,74        | 16 437      | 94,96       |  |
| Source : Le Monde du 14 juin 1994, p. 50 ; Le Monde du 21 juin 1994, p. 10 |                       |                |              |              |             |             |  |

### Quatrième circonscription de la Vendée
|                                 | Bruno Retailleau élu | MPF            | 25 319 | 67,46  |  |  |  |
|                                 | Jean-Louis Berland   | PS             | 4 564  | 12,16  |  |  |  |
|                                 | Jean-Pierre Leloup   | UDF (CDS)      | 2 572  | 6,85   |  |  |  |
|                                 | Philippe Boursier    | Les Verts      | 1 979  | 5,27   |  |  |  |
|                                 | Christian Proust     | FN             | 1 818  | 4,84   |  |  |  |
|                                 | Magali Burgaud       | PCF            | 812    | 2,16   |  |  |  |
|                                 | Jean-Claude Grissot  | MRG            | 303    | 0,80   |  |  |  |
|                                 | Claude Karsenti      | Divers (AD)    | 160    | 0,42   |  |  |  |
|                                 |                      |                |        |        |  |  |  |
| Inscrits                        | Inscrits             | Inscrits       | 77 297 | 100,00 |  |  |  |
| Abstentions                     | Abstentions          | Abstentions    | 37 568 | 48,6   |  |  |  |
| Votants                         | Votants              | Votants        | 39 729 | 51,4   |  |  |  |
| Blancs et nuls                  | Blancs et nuls       | Blancs et nuls | 2 000  | 5,03   |  |  |  |
| Exprimés                        | Exprimés             | Exprimés       | 37 729 | 94,97  |  |  |  |
| Source : Le Monde, Ouest-France |                      |                |        |        |  |  |  |

## Élections partielles en 1995

### Troisième circonscription de la Guadeloupe
| Candidat          | Candidat        | Parti          | Premier tour | Premier tour | Second tour | Second tour |  |
| Candidat          | Candidat        | Parti          | Voix         | %            | Voix        | %           |  |
| ----------------- | --------------- | -------------- | ------------ | ------------ | ----------- | ----------- |  |
|                   | Léo Andy élu    | diss. PS       | 7 303        | 37,57        | 12 539      | 53,24       |  |
|                   | Joël Beaugendre | UDF (CDS)      | 6 649        | 34,21        | 11 014      | 46,76       |  |
|                   | José Toribio    | Divers gauche  | 3 151        | 16,21        |             |             |  |
|                   | Georges Louisor | FGDS           | 1 566        | 8,06         |             |             |  |
|                   | Félix Flémin    | PCG            | 767          | 3,95         |             |             |  |
|                   |                 |                |              |              |             |             |  |
| Inscrits          | Inscrits        | Inscrits       | 56 390       | 100,00       | 56 390      | 100,00      |  |
| Abstentions       | Abstentions     | Abstentions    | 35 600       | 63,13        | 31 645      | 56,12       |  |
| Votants           | Votants         | Votants        | 20 790       | 36,87        | 24 745      | 43,88       |  |
| Blancs et nuls    | Blancs et nuls  | Blancs et nuls | 1 354        | 6,51         | 1 192       | 4,82        |  |
| Exprimés          | Exprimés        | Exprimés       | 19 436       | 93,49        | 23 553      | 95,18       |  |
| Source : Le Monde |                 |                |              |              |             |             |  |

### Troisième circonscription de la Corrèze
|                   | Jean-Pierre Dupont élu  | RPR       | 23 467 | 57,66  |  |  |  |
|                   | Christian Audouin       | PCF       | 7 538  | 18,52  |  |  |  |
|                   | Bernard Coutaud         | PS        | 7 280  | 17,88  |  |  |  |
|                   | Marie-Madeleine Bonneau | FN        | 1 006  | 2,47   |  |  |  |
|                   | Jérôme Poujade          | Les Verts | 905    | 2,22   |  |  |  |
|                   | Pierre Rauscher         | Divers    | 502    | 1,23   |  |  |  |
|                   |                         |           |        |        |  |  |  |
| Inscrits          | Inscrits                | Inscrits  |        | 100,00 |  |  |  |
| Abstentions       |                         |           |        |        |  |  |  |
| Votants           |                         |           |        |        |  |  |  |
| Blancs et nuls    |                         |           |        |        |  |  |  |
| Exprimés          | Exprimés                | Exprimés  | 40 698 |        |  |  |  |
| Source : Le Monde |                         |           |        |        |  |  |  |

### Cinquième circonscription d'Ille-et-Vilaine
- Députée sortante : Danielle Dufeu (UDF-CDS), suppléante de Pierre Méhaignerie

|                | Pierre Méhaignerie sortant réélu | UDF (CDS)      | 36 914 | 71,45  |  |  |  |
|                | Denis Stalder                    | PS             | 8 988  | 17,40  |  |  |  |
|                | Henry Leroy                      | FN             | 2 803  | 5,43   |  |  |  |
|                | Jean Le Duff                     | PCF            | 2 160  | 4,18   |  |  |  |
|                | Marie Jumelais-Brusq             | PLN            | 570    | 1,10   |  |  |  |
|                | Jean-Philippe Chauvin            | Extrême droite | 232    | 0,45   |  |  |  |
|                |                                  |                |        |        |  |  |  |
| Inscrits       | Inscrits                         | Inscrits       | 99 392 | 100,00 |  |  |  |
| Abstentions    | Abstentions                      | Abstentions    | 46 032 | 46,31  |  |  |  |
| Votants        | Votants                          | Votants        | 53 360 | 53,69  |  |  |  |
| Blancs et nuls | Blancs et nuls                   | Blancs et nuls | 1 693  | 3,17   |  |  |  |
| Exprimés       | Exprimés                         | Exprimés       | 51 667 | 96,83  |  |  |  |

### Sixième circonscription de la Loire
|                | Pascal Clément élu | UDF      | 18 253 | 57,21  |  |  |  |
|                | Jean-Marc Sarnin   | PS       | 7 053  | 22,11  |  |  |  |
|                | Jean-Claude Suchel | FN       | 3 559  | 11,15  |  |  |  |
|                | Maryse Poyet       | PCF      | 2 518  | 7,89   |  |  |  |
|                | Jean-Paul Bastin   | MDC      | 522    | 1,64   |  |  |  |
|                |                    |          |        |        |  |  |  |
| Inscrits       | Inscrits           | Inscrits |        | 100,00 |  |  |  |
| Abstentions    |                    |          |        |        |  |  |  |
| Votants        |                    |          |        |        |  |  |  |
| Blancs et nuls |                    |          |        |        |  |  |  |
| Exprimés       | Exprimés           | Exprimés | 31 905 |        |  |  |  |

### Cinquième circonscription de Saône-et-Loire
|                | Dominique Perben élu | RPR      | 17 007 | 55,12  |  |  |  |
|                | Christophe Sirugue   | PS       | 7 699  | 24,95  |  |  |  |
|                | Jean Coupat          | FN       | 2 840  | 9,20   |  |  |  |
|                | Michel Chevalier     | PCF      | 2 362  | 7,65   |  |  |  |
|                | Pascal Dufraigne     | LO       | 948    | 3,07   |  |  |  |
|                |                      |          |        |        |  |  |  |
| Inscrits       | Inscrits             | Inscrits |        | 100,00 |  |  |  |
| Abstentions    |                      |          |        |        |  |  |  |
| Votants        |                      |          |        |        |  |  |  |
| Blancs et nuls |                      |          |        |        |  |  |  |
| Exprimés       | Exprimés             | Exprimés | 30 856 |        |  |  |  |

### Sixième circonscription du Val-de-Marne
| Candidat          | Candidat             | Parti          | Premier tour | Premier tour | Second tour | Second tour |  |
| Candidat          | Candidat             | Parti          | Voix         | %            | Voix        | %           |  |
| ----------------- | -------------------- | -------------- | ------------ | ------------ | ----------- | ----------- |  |
|                   | Michel Giraud élu    | RPR            | 16 293       | 46,75        | 15 321      | 59,82       |  |
|                   | Louis Bayeurte       | PCF            | 8 244        | 23,66        | 10 292      | 40,18       |  |
|                   | Michel Vergnaud      | PS             | 4 999        | 14,34        |             |             |  |
|                   | Paul Simier          | FN             | 3 329        | 9,55         |             |             |  |
|                   | Michel Carré         | Les Verts      | 1 477        | 4,24         |             |             |  |
|                   | Jean-François Collet | MDC            | 508          | 1,46         |             |             |  |
|                   |                      |                |              |              |             |             |  |
| Inscrits          | Inscrits             | Inscrits       | 72 040       | 100,00       |             | 100,00      |  |
| Abstentions       | Abstentions          | Abstentions    | 36 637       | 50,86        |             |             |  |
| Votants           | Votants              | Votants        | 35 403       | 49,14        |             |             |  |
| Blancs et nuls    | Blancs et nuls       | Blancs et nuls | 553          | 1,56         |             |             |  |
| Exprimés          | Exprimés             | Exprimés       | 34 850       | 98,44        | 25 613      |             |  |
| Source : Le Monde |                      |                |              |              |             |             |  |

### Quatrième circonscription du Bas-Rhin
| Candidat          | Candidat                  | Parti               | Premier tour | Premier tour | Second tour | Second tour |  |
| Candidat          | Candidat                  | Parti               | Voix         | %            | Voix        | %           |  |
| ----------------- | ------------------------- | ------------------- | ------------ | ------------ | ----------- | ----------- |  |
|                   | Yves Bur élu              | UDF (CDS)           | 18 829       | 41,86        | 23 272      | 75,59       |  |
|                   | Georges-Pierre Noth       | FN                  | 7 333        | 16,30        | 7 515       | 24,41       |  |
|                   | Bernard Krieger           | PS                  | 7 033        | 15,63        |             |             |  |
|                   | André Stoeffler           | RPR                 | 6 143        | 13,65        |             |             |  |
|                   | Denis Maurer              | MÉI                 | 2 314        | 5,14         |             |             |  |
|                   | Roland Robert             | LO                  | 912          | 2,02         |             |             |  |
|                   | Christine Kling-Moreau    | MDC                 | 672          | 1,49         |             |             |  |
|                   | Thierry-Karl Goschescheck | Régionaliste (NFEL) | 569          | 1,26         |             |             |  |
|                   | José Hamm                 | PCF                 | 555          | 1,23         |             |             |  |
|                   | Roger Heller              | Sans étiquette      | 413          | 0,91         |             |             |  |
|                   | Didier Barthelmé          | Sans étiquette      | 209          | 0,46         |             |             |  |
|                   |                           |                     |              |              |             |             |  |
| Inscrits          | Inscrits                  | Inscrits            |              | 100,00       |             | 100,00      |  |
| Abstentions       |                           |                     |              |              |             |             |  |
| Votants           |                           |                     |              |              |             |             |  |
| Blancs et nuls    |                           |                     |              |              |             |             |  |
| Exprimés          | Exprimés                  | Exprimés            | 44 982       |              | 30 787      |             |  |
| Source : Le Monde |                           |                     |              |              |             |             |  |

### Première circonscription de la Corse-du-Sud
|                | José Rossi sortant réélu | UDF (PR)           | 9 525  | 57,03  |  |  |  |
|                | Paul Borelli             | PCF                | 2 834  | 16,96  |  |  |  |
|                | Marie-Paule Mancini-Neri | RPR                | 2 606  | 15,60  |  |  |  |
|                | Marc Coggia              | Divers droite      | 901    | 5,39   |  |  |  |
|                | François Alfonsi         | Régionaliste (UPC) | 835    | 4,99   |  |  |  |
|                |                          |                    |        |        |  |  |  |
| Inscrits       | Inscrits                 | Inscrits           | 37 908 | 100,00 |  |  |  |
| Abstentions    | Abstentions              | Abstentions        | 20 643 | 54,46  |  |  |  |
| Votants        | Votants                  | Votants            | 17 265 | 45,54  |  |  |  |
| Blancs et nuls | Blancs et nuls           | Blancs et nuls     | 564    | 3,27   |  |  |  |
| Exprimés       | Exprimés                 | Exprimés           | 16 701 | 96,73  |  |  |  |

### Première circonscription de Meurthe-et-Moselle
| Candidat       | Candidat                     | Parti          | Premier tour | Premier tour | Second tour | Second tour |  |
| Candidat       | Candidat                     | Parti          | Voix         | %            | Voix        | %           |  |
| -------------- | ---------------------------- | -------------- | ------------ | ------------ | ----------- | ----------- |  |
|                | André Rossinot sortant réélu | UDF (Rad)      | 5 921        | 41,56        | 7 655       | 55,65       |  |
|                | Jean-Jacques Guyot           | PS             | 3 145        | 22,07        | 6 099       | 44,34       |  |
|                | Jean-Claude Bardet           | FN             | 2 055        | 14,42        |             |             |  |
|                | André Lefèbvre               | Divers droite  | 1 199        | 8,41         |             |             |  |
|                | Patrick Hatzig               | PCF            | 728          | 5,11         |             |             |  |
|                | Étienne Odara                | LO             | 636          | 4,46         |             |             |  |
|                | Michel Claire                | MÉI            | 562          | 3,94         |             |             |  |
|                |                              |                |              |              |             |             |  |
| Inscrits       | Inscrits                     | Inscrits       | 49 884       | 100,00       | 49 879      | 100,00      |  |
| Abstentions    | Abstentions                  | Abstentions    | 35 218       | 70,6         | 35 237      | 70,64       |  |
| Votants        | Votants                      | Votants        | 14 666       | 29,4         | 14 642      | 29,36       |  |
| Blancs et nuls | Blancs et nuls               | Blancs et nuls | 420          | 2,86         | 888         | 6,06        |  |
| Exprimés       | Exprimés                     | Exprimés       | 14 246       | 97,14        | 13 754      | 93,94       |  |

### Cinquième circonscription des Pyrénées-Atlantiques
| Candidat       | Candidat                       | Parti          | Premier tour | Premier tour | Second tour | Second tour |  |
| Candidat       | Candidat                       | Parti          | Voix         | %            | Voix        | %           |  |
| -------------- | ------------------------------ | -------------- | ------------ | ------------ | ----------- | ----------- |  |
|                | Alain Lamassoure sortant réélu | UDF (PR)       | 11 066       | 48,03        | 14 182      | 58,81       |  |
|                | Jean-Pierre Vergnolle          | PS             | 5 098        | 22,12        | 9 894       | 41,09       |  |
|                | Maurice Garcia                 | PCF            | 2 064        | 8,95         |             |             |  |
|                | Henri Rupert                   | FN             | 1 583        | 6,87         |             |             |  |
|                | François Trunet                | MPF            | 1 034        | 4,48         |             |             |  |
|                | Dominique Peillen              | Régionaliste   | 839          | 3,64         |             |             |  |
|                | Pascal Lafont                  | MDC            | 791          | 3,43         |             |             |  |
|                | Daniel Martet                  | LO             | 563          | 2,44         |             |             |  |
|                |                                |                |              |              |             |             |  |
| Inscrits       | Inscrits                       | Inscrits       | 71 932       | 100,00       | 71 916      | 100,00      |  |
| Abstentions    | Abstentions                    | Abstentions    | 48 166       | 66,96        | 46 609      | 64,81       |  |
| Votants        | Votants                        | Votants        | 23 766       | 33,04        | 25 307      | 35,19       |  |
| Blancs et nuls | Blancs et nuls                 | Blancs et nuls | 728          | 3,06         | 1 231       | 4,86        |  |
| Exprimés       | Exprimés                       | Exprimés       | 23 038       | 96,94        | 24 076      | 95,14       |  |

### Sixième circonscription des Pyrénées-Atlantiques
| Candidat       | Candidat                             | Parti             | Premier tour | Premier tour | Second tour | Second tour |  |
| Candidat       | Candidat                             | Parti             | Voix         | %            | Voix        | %           |  |
| -------------- | ------------------------------------ | ----------------- | ------------ | ------------ | ----------- | ----------- |  |
|                | Michèle Alliot-Marie sortante réélue | RPR               | 15 137       | 57,37        | 17 792      | 67,19       |  |
|                | Jean-Paul Madrid                     | PS                | 5 137        | 19,47        | 8 690       | 32,81       |  |
|                | Richard Irazusta                     | Régionaliste (AB) | 2 109        | 7,99         |             |             |  |
|                | Helyett Ginoux                       | FN                | 1 939        | 7,35         |             |             |  |
|                | Marie-Carmen Ponce-Nazabal           | PCF               | 1 302        | 4,93         |             |             |  |
|                | Isabelle Ufferte                     | LO                | 759          | 2,87         |             |             |  |
|                |                                      |                   |              |              |             |             |  |
| Inscrits       | Inscrits                             | Inscrits          | 78 045       | 100,00       | 78 024      | 100,00      |  |
| Abstentions    | Abstentions                          | Abstentions       | 50 691       | 64,95        | 50 000      | 64,08       |  |
| Votants        | Votants                              | Votants           | 27 354       | 35,05        | 28 024      | 35,92       |  |
| Blancs et nuls | Blancs et nuls                       | Blancs et nuls    | 971          | 3,55         | 1 542       | 5,5         |  |
| Exprimés       | Exprimés                             | Exprimés          | 26 383       | 96,45        | 26 482      | 94,5        |  |

### Septième circonscription de la Seine-Maritime
| Candidat          | Candidat               | Parti          | Premier tour | Premier tour | Second tour | Second tour |  |
| Candidat          | Candidat               | Parti          | Voix         | %            | Voix        | %           |  |
| ----------------- | ---------------------- | -------------- | ------------ | ------------ | ----------- | ----------- |  |
|                   | Jean-Yves Besselat élu | RPR            | 8 769        | 45,09        | 11 882      | 60,69       |  |
|                   | Éric Donfu             | PS             | 3 721        | 19,13        | 7 697       | 39,31       |  |
|                   | Daniel Blot            | FN             | 3 254        | 16,73        |             |             |  |
|                   | Daniel Paul            | PCF            | 2 610        | 13,42        |             |             |  |
|                   | Franck Nicolon         | Les Verts      | 760          | 3,90         |             |             |  |
|                   | Véronique Bréant       | LO             | 328          | 1,68         |             |             |  |
|                   | Marie-Louise Beaudoin  | Divers gauche  | 0            | 0,00         |             |             |  |
|                   |                        |                |              |              |             |             |  |
| Inscrits          | Inscrits               | Inscrits       |              | 100,00       | 61 099      | 100,00      |  |
| Abstentions       | Abstentions            | Abstentions    |              |              | 39 999      | 65,47       |  |
| Votants           | Votants                | Votants        |              |              | 21 100      | 34,53       |  |
| Blancs et nuls    | Blancs et nuls         | Blancs et nuls |              |              | 1 521       | 7,21        |  |
| Exprimés          | Exprimés               | Exprimés       | 19 442       |              | 19 579      | 92,79       |  |
| Source : Le Monde |                        |                |              |              |             |             |  |

### Cinquième circonscription du Var
| Candidat       | Candidat                       | Parti             | Premier tour | Premier tour | Second tour | Second tour |  |
| Candidat       | Candidat                       | Parti             | Voix         | %            | Voix        | %           |  |
| -------------- | ------------------------------ | ----------------- | ------------ | ------------ | ----------- | ----------- |  |
|                | François Léotard sortant réélu | UDF (PR)          | 15 164       | 48,69        | 18 639      | 62,44       |  |
|                | Jean-Pierre Risgalla           | FN                | 8 344        | 26,79        | 11 214      | 37,56       |  |
|                | Alain Fortuit                  | PS                | 4 698        | 15,08        |             |             |  |
|                | Bernard Barbagelata            | PCF               | 1 365        | 4,38         |             |             |  |
|                | Dominique Casagrande           | Divers écologiste | 762          | 2,45         |             |             |  |
|                | Patrick Grenier                | LO                | 596          | 1,91         |             |             |  |
|                | Angélo Roméo                   | MRG               | 215          | 0,69         |             |             |  |
|                |                                |                   |              |              |             |             |  |
| Inscrits       | Inscrits                       | Inscrits          | 85 873       | 100,00       | 85 666      | 100,00      |  |
| Abstentions    | Abstentions                    | Abstentions       | 53 844       | 62,7         | 52 800      | 61,63       |  |
| Votants        | Votants                        | Votants           | 32 029       | 37,3         | 32 866      | 38,37       |  |
| Blancs et nuls | Blancs et nuls                 | Blancs et nuls    | 885          | 2,76         | 3 013       | 9,17        |  |
| Exprimés       | Exprimés                       | Exprimés          | 31 144       | 97,24        | 29 853      | 90,83       |  |

### Deuxième circonscription d'Indre-et-Loire
- Députée sortante : Michèle Beuzelin (RPR), suppléante de Bernard Debré

| Candidat          | Candidat                 | Parti          | Premier tour | Premier tour | Second tour | Second tour |  |
| Candidat          | Candidat                 | Parti          | Voix         | %            | Voix        | %           |  |
| ----------------- | ------------------------ | -------------- | ------------ | ------------ | ----------- | ----------- |  |
|                   | Bernard Debré            | RPR            | 13 446       | 42,76        | 16 331      | 49,51       |  |
|                   | Jean-Jacques Filleul élu | PS             | 10 844       | 34,48        | 16 657      | 50,49       |  |
|                   | Jean-Pierre Jolivet      | FN             | 3 356        | 10,67        |             |             |  |
|                   | Lucette Chapeau          | PCF            | 1 686        | 5,36         |             |             |  |
|                   | Laurent Canot            | Divers         | 1 058        | 3,36         |             |             |  |
|                   | Étienne Cherblanc        | LO             | 1 057        | 3,36         |             |             |  |
|                   |                          |                |              |              |             |             |  |
| Inscrits          | Inscrits                 | Inscrits       | 78 547       | 100,00       | 78 545      | 100,00      |  |
| Abstentions       | Abstentions              | Abstentions    | 46 156       | 58,76        | 44 161      | 56,22       |  |
| Votants           | Votants                  | Votants        | 32 391       | 41,24        | 34 384      | 43,78       |  |
| Blancs et nuls    | Blancs et nuls           | Blancs et nuls | 944          | 2,91         | 1 396       | 4,06        |  |
| Exprimés          | Exprimés                 | Exprimés       | 31 447       | 97,09        | 32 988      | 95,94       |  |
| Source : La Croix |                          |                |              |              |             |             |  |

### Deuxième circonscription de la Haute-Savoie
- Député sortant : Pierre Hérisson (UDF-CDS), suppléant de Bernard Bosson

| Candidat       | Candidat           | Parti          | Premier tour | Premier tour | Second tour | Second tour |  |
| Candidat       | Candidat           | Parti          | Voix         | %            | Voix        | %           |  |
| -------------- | ------------------ | -------------- | ------------ | ------------ | ----------- | ----------- |  |
|                | Bernard Bosson élu | UDF (CDS)      | 9 269        | 44,23        | 11 921      | 59,60       |  |
|                | Michel Bellon      | PS             | 3 928        | 18,75        | 8 080       | 40,40       |  |
|                | Jean-Luc Mesnage   | FN             | 2 904        | 13,86        |             |             |  |
|                | Marc Beaumont      | MPF            | 1 240        | 5,92         |             |             |  |
|                | Charles Denu       | Divers gauche  | 1 237        | 5,90         |             |             |  |
|                | Marc Lecourt       | Les Verts      | 1 057        | 5,04         |             |             |  |
|                | Raymond Vindret    | PCF            | 812          | 3,88         |             |             |  |
|                | Bruno Perrondin    | LO             | 507          | 2,42         |             |             |  |
|                |                    |                |              |              |             |             |  |
| Inscrits       | Inscrits           | Inscrits       | 71 971       | 100,00       | 71 941      | 100,00      |  |
| Abstentions    | Abstentions        | Abstentions    | 50 434       | 70,08        | 50 463      | 70,14       |  |
| Votants        | Votants            | Votants        | 21 537       | 29,92        | 21 478      | 29,86       |  |
| Blancs et nuls | Blancs et nuls     | Blancs et nuls | 583          | 2,71         | 1 477       | 6,88        |  |
| Exprimés       | Exprimés           | Exprimés       | 20 954       | 97,29        | 20 001      | 93,12       |  |

### Douzième circonscription de Paris
- Député sortant : Philippe Goujon (RPR), suppléant d'Édouard Balladur

| Candidat          | Candidat                | Parti               | Premier tour | Premier tour | Second tour | Second tour |
| Candidat          | Candidat                | Parti               | Voix         | %            | Voix        | %           |
| ----------------- | ----------------------- | ------------------- | ------------ | ------------ | ----------- | ----------- |
|                   | Édouard Balladur élu    | RPR (UDF)           | 12 477       | 59,35        | 13 572      | 68,55       |
|                   | Laurence Dumont         | PS                  | 4 560        | 21,69        | 6 228       | 31,45       |
|                   | Alexis Pétraud          | FN                  | 1 723        | 8,20         |             |             |
|                   | Dominique Ewald         | Divers écologiste   | 496          | 2,36         |             |             |
|                   | Raymonde Contensous     | PCF                 | 397          | 1,89         |             |             |
|                   | Marie-Madeleine Lacroix | LO                  | 346          | 1,65         |             |             |
|                   | Michel Bressaud         | Les Verts           | 252          | 1,20         |             |             |
|                   | Pierre Alleaume         | Divers gauche (MDC) | 243          | 1,16         |             |             |
|                   | Stéphane Tilloy         | Extrême droite (RN) | 218          | 1,04         |             |             |
|                   | Michel Delmas           | Divers droite       | 185          | 0,88         |             |             |
|                   | Frédéric Parat          | Divers gauche       | 87           | 0,41         |             |             |
|                   | Gérard Laporte          | Sans étiquette      | 38           | 0,18         |             |             |
|                   | Myriam Bordreuil        | Sans étiquette      | 0            | 0,00         |             |             |
|                   | Bernard Guégan          | Sans étiquette      | 0            | 0,00         |             |             |
|                   |                         |                     |              |              |             |             |
| Inscrits          | Inscrits                | Inscrits            | 64 962       | 100,00       | 64 962      | 100,00      |
| Abstentions       | Abstentions             | Abstentions         | 43 587       | 67,10        | 44 389      | 68,33       |
| Votants           | Votants                 | Votants             | 21 375       | 32,90        | 20 573      | 31,67       |
| Blancs ou nuls    | Blancs ou nuls          | Blancs ou nuls      | 354          | 1,66         | 773         | 3,76        |
| Exprimés          | Exprimés                | Exprimés            | 21 021       | 98,34        | 19 800      | 96,24       |
| Source : La Croix |                         |                     |              |              |             |             |

### Sixième circonscription des Hauts-de-Seine
- Député sortant : Charles Ceccaldi-Raynaud (RPR), suppléant de Nicolas Sarkozy

| Candidat       | Candidat              | Parti          | Premier tour | Premier tour | Second tour | Second tour |  |
| Candidat       | Candidat              | Parti          | Voix         | %            | Voix        | %           |  |
| -------------- | --------------------- | -------------- | ------------ | ------------ | ----------- | ----------- |  |
|                | Nicolas Sarkozy élu   | RPR (UDF)      | 13 057       | 60,44        | 15 109      | 75,96       |  |
|                | Marie-Caroline Le Pen | FN             | 3 536        | 16,37        | 4 783       | 24,04       |  |
|                | Gérard-Roger Avril    | diss. RPR      | 2 089        | 9,67         |             |             |  |
|                | Étienne Kling (d)     | PS             | 1 739        | 8,05         |             |             |  |
|                | Nadine Garcia-Acebedo | PCF            | 716          | 3,31         |             |             |  |
|                | Jean-Claude Garault   | LO             | 466          | 2,16         |             |             |  |
|                | Jean-Michel Granger   | Sans étiquette | 0            | 0,00         |             |             |  |
|                |                       |                |              |              |             |             |  |
| Inscrits       | Inscrits              | Inscrits       | 60 586       | 100,00       | 60 586      | 100,00      |  |
| Abstentions    | Abstentions           | Abstentions    | 38 484       | 63,52        | 39 085      | 64,51       |  |
| Votants        | Votants               | Votants        | 22 102       | 36,48        | 21 501      | 35,49       |  |
| Blancs et nuls | Blancs et nuls        | Blancs et nuls | 499          | 2,26         | 1 609       | 7,48        |  |
| Exprimés       | Exprimés              | Exprimés       | 21 603       | 97,74        | 19 892      | 92,52       |  |

### Quatrième circonscription d'Ille-et-Vilaine
|                | Alain Madelin sortant réélu | UDF (PR)       | 22 345 | 61,10  |  |  |  |
|                | François Gérard             | PS             | 7 733  | 21,14  |  |  |  |
|                | Thierry Benoist             | FN             | 2 173  | 5,94   |  |  |  |
|                | André Chériaux              | PCF            | 1 868  | 5,11   |  |  |  |
|                | Émile Granville             | Divers gauche  | 1 396  | 3,82   |  |  |  |
|                | Jean-Pierre Gaudin          | LO             | 1 059  | 2,89   |  |  |  |
|                |                             |                |        |        |  |  |  |
| Inscrits       | Inscrits                    | Inscrits       | 87 482 | 100,00 |  |  |  |
| Abstentions    | Abstentions                 | Abstentions    | 49 852 | 56,99  |  |  |  |
| Votants        | Votants                     | Votants        | 37 630 | 43,01  |  |  |  |
| Blancs et nuls | Blancs et nuls              | Blancs et nuls | 1 056  | 2,81   |  |  |  |
| Exprimés       | Exprimés                    | Exprimés       | 36 574 | 97,19  |  |  |  |

### Première circonscription des Hautes-Pyrénées
- Député sortant : Gérard Trémège (UDF-PR)

| Candidat       | Candidat           | Parti             | Premier tour | Premier tour | Second tour | Second tour |  |
| Candidat       | Candidat           | Parti             | Voix         | %            | Voix        | %           |  |
| -------------- | ------------------ | ----------------- | ------------ | ------------ | ----------- | ----------- |  |
|                | Pierre Forgues élu | PS                | 11 274       | 41,45        | 17 226      | 58,73       |  |
|                | Rolland Castells   | UDF (FD)          | 9 056        | 33,30        | 12 105      | 41,27       |  |
|                | Michel Cassagne    | PCF               | 3 323        | 12,22        |             |             |  |
|                | Jean-Marie Barrère | FN                | 2 042        | 7,50         |             |             |  |
|                | Michel Geoffre     | Divers écologiste | 979          | 3,60         |             |             |  |
|                | Michel Laserge     | LO                | 519          | 1,90         |             |             |  |
|                |                    |                   |              |              |             |             |  |
| Inscrits       | Inscrits           | Inscrits          | 58 957       | 100,00       | 58 857      | 100,00      |  |
| Abstentions    | Abstentions        | Abstentions       | 30 392       | 51,55        | 27 256      | 46,31       |  |
| Votants        | Votants            | Votants           | 28 565       | 48,45        | 31 601      | 53,69       |  |
| Blancs et nuls | Blancs et nuls     | Blancs et nuls    | 1 372        | 4,8          | 2 270       | 7,18        |  |
| Exprimés       | Exprimés           | Exprimés          | 27 193       | 95,2         | 29 331      | 92,82       |  |

### Huitième circonscription du Rhône
| Candidat          | Candidat                | Parti          | Premier tour | Premier tour | Second tour | Second tour |  |
| Candidat          | Candidat                | Parti          | Voix         | %            | Voix        | %           |  |
| ----------------- | ----------------------- | -------------- | ------------ | ------------ | ----------- | ----------- |  |
|                   | Maurice Depaix élu      | app. PS        | 8 822        | 32,54        | 14 384      | 51,47       |  |
|                   | Maurice Pouilly         | UDF (PR)       | 8 237        | 30,38        | 13 565      | 48,53       |  |
|                   | Maurice Lièvre          | FN             | 4 021        | 14,83        |             |             |  |
|                   | Jean-Michel Lacondemine | UDF (Rad)      | 2 247        | 8,29         |             |             |  |
|                   | Jean Lafontaine         | MPF            | 1 275        | 4,7          |             |             |  |
|                   | Bernard Bondon          | PCF            | 1 206        | 4,45         |             |             |  |
|                   | Jean-Claude Hirsch      | Les Verts      | 758          | 2,8          |             |             |  |
|                   | Didier Guthmann         | LO             | 543          | 2            |             |             |  |
|                   |                         |                |              |              |             |             |  |
| Inscrits          | Inscrits                | Inscrits       | 71 275       | 100,00       | 71 274      | 100,00      |  |
| Abstentions       | Abstentions             | Abstentions    | 43 197       | 60,61        | 41 871      | 58,75       |  |
| Votants           | Votants                 | Votants        | 28 078       | 39,39        | 29 403      | 41,25       |  |
| Blancs et nuls    | Blancs et nuls          | Blancs et nuls | 969          | 3,45         | 1 454       | 4,95        |  |
| Exprimés          | Exprimés                | Exprimés       | 27 109       | 96,55        | 27 949      | 95,05       |  |
| Source : Le Monde |                         |                |              |              |             |             |  |

### Neuvième circonscription de la Seine-Maritime
| Candidat       | Candidat               | Parti          | Premier tour | Premier tour | Second tour | Second tour |  |
| Candidat       | Candidat               | Parti          | Voix         | %            | Voix        | %           |  |
| -------------- | ---------------------- | -------------- | ------------ | ------------ | ----------- | ----------- |  |
|                | Frédérique Bredin élue | PS             | 17 691       | 46,97        | 22 728      | 60,20       |  |
|                | Daniel Fidelin         | UDF            | 12 090       | 32,10        | 15 024      | 39,79       |  |
|                | Patrick Peillon        | FN             | 4 218        | 11,20        |             |             |  |
|                | Gérard Busson          | PCF            | 2 231        | 5,92         |             |             |  |
|                | Alain Rivière          | LO             | 932          | 2,47         |             |             |  |
|                | Jean-Yves Métayer      | Extrême droite | 352          | 0,93         |             |             |  |
|                | Lucien Sorreda         | Sans étiquette | 146          | 0,38         |             |             |  |
|                |                        |                |              |              |             |             |  |
| Inscrits       | Inscrits               | Inscrits       | 76 337       | 100,00       | 76 342      | 100,00      |  |
| Abstentions    | Abstentions            | Abstentions    | 37 517       | 49,15        | 36 974      | 48,43       |  |
| Votants        | Votants                | Votants        | 38 820       | 50,85        | 39 368      | 51,57       |  |
| Blancs et nuls | Blancs et nuls         | Blancs et nuls | 1 160        | 2,99         | 1 616       | 4,1         |  |
| Exprimés       | Exprimés               | Exprimés       | 37 660       | 97,01        | 37 752      | 95,9        |  |

### Troisième circonscription de Seine-et-Marne
| Candidat       | Candidat            | Parti          | Premier tour | Premier tour | Second tour | Second tour |  |
| Candidat       | Candidat            | Parti          | Voix         | %            | Voix        | %           |  |
| -------------- | ------------------- | -------------- | ------------ | ------------ | ----------- | ----------- |  |
|                | Pierre Carassus élu | MDC (PS)       | 6 871        | 27,23        | 15 038      | 59,98       |  |
|                | Grégory Prost       | FN             | 5 598        | 22,19        | 10 030      | 40,01       |  |
|                | Richard Brun        | UDF            | 3 990        | 15,81        |             |             |  |
|                | Patrick Septiers    | Divers droite  | 3 913        | 15,51        |             |             |  |
|                | José Ruiz           | PCF            | 3 291        | 13,04        |             |             |  |
|                | Frédéric Castello   | LO             | 678          | 2,68         |             |             |  |
|                | Michel Martinez     | Divers droite  | 520          | 2,06         |             |             |  |
|                | William Mallol      | Divers droite  | 343          | 1,43         |             |             |  |
|                | Yves Jégo           | RPR            | 3            | 0,00         |             |             |  |
|                |                     |                |              |              |             |             |  |
| Inscrits       | Inscrits            | Inscrits       | 71 116       | 100,00       | 71 116      | 100,00      |  |
| Abstentions    | Abstentions         | Abstentions    | 44 997       | 63,27        | 44 997      | 63,27       |  |
| Votants        | Votants             | Votants        | 26 119       | 36,73        | 26 119      | 36,73       |  |
| Blancs et nuls | Blancs et nuls      | Blancs et nuls | 892          | 3,42         | 1 051       | 4,02        |  |
| Exprimés       | Exprimés            | Exprimés       | 25 227       | 96,58        | 25 068      | 95,98       |  |

### Quatrième circonscription de Seine-et-Marne
| Candidat       | Candidat            | Parti          | Premier tour | Premier tour | Second tour | Second tour |  |
| Candidat       | Candidat            | Parti          | Voix         | %            | Voix        | %           |  |
| -------------- | ------------------- | -------------- | ------------ | ------------ | ----------- | ----------- |  |
|                | Christian Jacob élu | RPR            | 7 747        | 27,22        | 13 594      | 57,10       |  |
|                | Jacques Gérard      | FN             | 6 999        | 24,59        | 10 213      | 42,89       |  |
|                | Dominique Binet     | PS             | 5 190        | 18,23        |             |             |  |
|                | Claude Pasquier     | PCF            | 4 530        | 15,91        |             |             |  |
|                | Jacques Ballot      | Divers droite  | 2 671        | 9,38         |             |             |  |
|                | Laurence Viguet     | LO             | 679          | 2,38         |             |             |  |
|                | Joël Savry          | Les Verts      | 644          | 2,26         |             |             |  |
|                |                     |                |              |              |             |             |  |
| Inscrits       | Inscrits            | Inscrits       | 72 620       | 100,00       | 72 619      | 100,00      |  |
| Abstentions    | Abstentions         | Abstentions    | 43 259       | 59,57        | 45 050      | 62,04       |  |
| Votants        | Votants             | Votants        | 29 361       | 40,43        | 27 569      | 37,96       |  |
| Blancs et nuls | Blancs et nuls      | Blancs et nuls | 721          | 2,46         | 3 762       | 13,65       |  |
| Exprimés       | Exprimés            | Exprimés       | 28 640       | 97,54        | 23 807      | 86,35       |  |

### Deuxième circonscription de l'Essonne
| Candidat       | Candidat                   | Parti          | Premier tour | Premier tour | Second tour | Second tour |  |
| Candidat       | Candidat                   | Parti          | Voix         | %            | Voix        | %           |  |
| -------------- | -------------------------- | -------------- | ------------ | ------------ | ----------- | ----------- |  |
|                | Franck Marlin élu          | diss. RPR      | 8 009        | 26,86        | 16 337      | 57,01       |  |
|                | Élisabeth Doussain         | PS             | 5 483        | 18,39        | 12 320      | 42,99       |  |
|                | Hubert de Mesmay           | FN             | 5 334        | 17,89        |             |             |  |
|                | Jean-Jacques Boussaingault | RPR            | 5 212        | 17,48        |             |             |  |
|                | Gérard Lefranc             | PCF            | 4 396        | 14,74        |             |             |  |
|                | Josette Rannou             | Les Verts      | 763          | 2,56         |             |             |  |
|                | Dominique Bazinet          | LO             | 623          | 2,09         |             |             |  |
|                |                            |                |              |              |             |             |  |
| Inscrits       | Inscrits                   | Inscrits       | 72 523       | 100,00       | 72 514      | 100,00      |  |
| Abstentions    | Abstentions                | Abstentions    | 41 401       | 57,09        | 42 399      | 58,47       |  |
| Votants        | Votants                    | Votants        | 31 122       | 42,91        | 30 115      | 41,53       |  |
| Blancs et nuls | Blancs et nuls             | Blancs et nuls | 1 302        | 4,18         | 1 458       | 4,84        |  |
| Exprimés       | Exprimés                   | Exprimés       | 29 820       | 95,82        | 28 657      | 95,16       |  |

### Cinquième circonscription de l'Essonne
| Candidat       | Candidat                 | Parti          | Premier tour | Premier tour | Second tour | Second tour |  |
| Candidat       | Candidat                 | Parti          | Voix         | %            | Voix        | %           |  |
| -------------- | ------------------------ | -------------- | ------------ | ------------ | ----------- | ----------- |  |
|                | Marie-Hélène Aubry       | UDF (PR)       | 8 136        | 35,71        | 11 436      | 46,05       |  |
|                | Jean-Marc Salinier élu   | PS             | 7 374        | 32,36        | 13 398      | 53,95       |  |
|                | Olivier Kuberski         | FN             | 2 578        | 11,31        |             |             |  |
|                | Daniel Gouttefarde       | PCF            | 1 696        | 7,44         |             |             |  |
|                | Jean Darvenne            | MDC            | 1 395        | 6,12         |             |             |  |
|                | Claude-Thomas Collombier | AREV           | 1 103        | 4,84         |             |             |  |
|                | Nicole Poupinot          | LO             | 502          | 2,2          |             |             |  |
|                |                          |                |              |              |             |             |  |
| Inscrits       | Inscrits                 | Inscrits       | 61 809       | 100,00       | 61 804      | 100,00      |  |
| Abstentions    | Abstentions              | Abstentions    | 38 429       | 62,17        | 36 037      | 58,31       |  |
| Votants        | Votants                  | Votants        | 23 380       | 37,83        | 25 767      | 41,69       |  |
| Blancs et nuls | Blancs et nuls           | Blancs et nuls | 596          | 2,55         | 933         | 3,62        |  |
| Exprimés       | Exprimés                 | Exprimés       | 22 784       | 97,45        | 24 834      | 96,38       |  |

### Quatrième circonscription du Calvados
| Candidat       | Candidat                       | Parti          | Premier tour | Premier tour | Second tour | Second tour |  |
| Candidat       | Candidat                       | Parti          | Voix         | %            | Voix        | %           |  |
| -------------- | ------------------------------ | -------------- | ------------ | ------------ | ----------- | ----------- |  |
|                | Nicole Ameline sortante réélue | UDF (PR)       | 10 995       | 40,82        | 14 598      | 52,04       |  |
|                | Marie-Rose Koro                | PS             | 6 944        | 25,78        | 13 449      | 47,95       |  |
|                | Christian Guéret du Manoir     | FN             | 3 630        | 13,47        |             |             |  |
|                | Pierre Mouraret                | PCF            | 2 323        | 8,62         |             |             |  |
|                | Françoise Gay                  | Divers droite  | 1 271        | 4,71         |             |             |  |
|                | Aymeric Blasselle              | MPF            | 888          | 3,29         |             |             |  |
|                |                                |                |              |              |             |             |  |
| Inscrits       | Inscrits                       | Inscrits       | 70 330       | 100,00       | 70 329      | 100,00      |  |
| Abstentions    | Abstentions                    | Abstentions    | 42 597       | 60,57        | 41 010      | 58,31       |  |
| Votants        | Votants                        | Votants        | 27 733       | 39,43        | 29 319      | 41,69       |  |
| Blancs et nuls | Blancs et nuls                 | Blancs et nuls | 804          | 2,9          | 1 272       | 4,34        |  |
| Exprimés       | Exprimés                       | Exprimés       | 26 929       | 97,1         | 28 047      | 95,66       |  |

## Élections partielles en 1996

### Deuxième circonscription des Yvelines
| Candidat       | Candidat              | Parti             | Premier tour | Premier tour | Second tour | Second tour |  |
| Candidat       | Candidat              | Parti             | Voix         | %            | Voix        | %           |  |
| -------------- | --------------------- | ----------------- | ------------ | ------------ | ----------- | ----------- |  |
|                | Franck Borotra élu    | RPR               | 7 809        | 38,21        | 11 187      | 54,14       |  |
|                | Jacques Lollioz       | PS                | 4 720        | 23,10        | 9 476       | 45,86       |  |
|                | Philippe Colombani    | FN                | 3 096        | 15,15        |             |             |  |
|                | Antoine Casanova      | PCF               | 1 123        | 5,49         |             |             |  |
|                | Antoine Trani         | Divers droite     | 1 110        | 5,43         |             |             |  |
|                | Pierre Berdin         | Divers écologiste | 1 003        | 4,91         |             |             |  |
|                | Rémy Ronald           | Divers écologiste | 479          | 2,34         |             |             |  |
|                | Marie-Elisabeth Morel | Divers            | 473          | 2,31         |             |             |  |
|                | Pascal Alessandri     | LO                | 358          | 1,75         |             |             |  |
|                | Patrice Delarue       | Divers droite     | 232          | 1,14         |             |             |  |
|                | Gérard Loubier        | Divers gauche     | 35           | 0,17         |             |             |  |
|                |                       |                   |              |              |             |             |  |
| Inscrits       | Inscrits              | Inscrits          | 72 788       | 100,00       | 72 783      | 100,00      |  |
| Abstentions    | Abstentions           | Abstentions       | 51 635       | 70,94        | 50 613      | 69,54       |  |
| Votants        | Votants               | Votants           | 21 153       | 29,06        | 22 170      | 30,46       |  |
| Blancs et nuls | Blancs et nuls        | Blancs et nuls    | 715          | 3,38         | 1 507       | 6,8         |  |
| Exprimés       | Exprimés              | Exprimés          | 20 438       | 96,62        | 20 663      | 93,2        |  |

### Treizième circonscription de la Seine-Saint-Denis
| Candidat       | Candidat            | Parti          | Premier tour | Premier tour | Second tour | Second tour |  |
| Candidat       | Candidat            | Parti          | Voix         | %            | Voix        | %           |  |
| -------------- | ------------------- | -------------- | ------------ | ------------ | ----------- | ----------- |  |
|                | Michel Pajon élu    | PS             | 5 764        | 33,26        | 10 581      | 57,9        |  |
|                | Claude Pernès       | UDF (Rad)      | 4 276        | 24,67        | 7 695       | 42,1        |  |
|                | Michel Paulin       | FN             | 3 412        | 19,69        |             |             |  |
|                | Michel Tavet        | PCF            | 1 769        | 10,21        |             |             |  |
|                | Jean-Luc Bennahmias | Les Verts      | 535          | 3,09         |             |             |  |
|                | Pascal Bouttet      | LO             | 402          | 2,32         |             |             |  |
|                | Serge Epinard       | MDC            | 353          | 2,04         |             |             |  |
|                | Jean-Claude Pottiez | MPF            | 298          | 1,72         |             |             |  |
|                | Thierry Ouvrard     | Extrême droite | 287          | 1,66         |             |             |  |
|                | Joël Juvigny        | Rad            | 235          | 1,36         |             |             |  |
|                |                     |                |              |              |             |             |  |
| Inscrits       | Inscrits            | Inscrits       | 59 848       | 100,00       | 59 850      | 100,00      |  |
| Abstentions    | Abstentions         | Abstentions    | 42 145       | 70,42        | 40 485      | 67,64       |  |
| Votants        | Votants             | Votants        | 17 703       | 29,58        | 19 365      | 32,36       |  |
| Blancs et nuls | Blancs et nuls      | Blancs et nuls | 372          | 2,1          | 1 089       | 5,62        |  |
| Exprimés       | Exprimés            | Exprimés       | 17 331       | 97,9         | 18 276      | 94,38       |  |

### Sixième circonscription du Var
| Candidat                      | Candidat                       | Parti          | Premier tour | Premier tour | Second tour | Second tour |  |
| Candidat                      | Candidat                       | Parti          | Voix         | %            | Voix        | %           |  |
| ----------------------------- | ------------------------------ | -------------- | ------------ | ------------ | ----------- | ----------- |  |
|                               | Josette Pons                   | UDF            | 11 750       | 22,92        | 26 011      | 49,49       |  |
|                               | Maurice Janetti élu            | PS             | 10 465       | 20,43        | 26 539      | 50,50       |  |
|                               | Monique Lesieur                | FN             | 9 999        | 19,50        |             |             |  |
|                               | Guy Guigou                     | PCF            | 9 801        | 19,12        |             |             |  |
|                               | Bruno Aycard                   | diss. RPR      | 6 496        | 12,67        |             |             |  |
|                               | Denis Carel                    | Les Verts      | 1 462        | 2,85         |             |             |  |
|                               | François Bouchet               | Divers         | 861          | 1,68         |             |             |  |
|                               | Bertrand Dutheil de La Rochère | MDC            | 422          | 0,82         |             |             |  |
|                               |                                |                |              |              |             |             |  |
| Inscrits                      | Inscrits                       | Inscrits       | 118 473      | 100,00       | 118 071     | 100,00      |  |
| Abstentions                   | Abstentions                    | Abstentions    | 65 841       | 55,57        | 61 461      | 52,05       |  |
| Votants                       | Votants                        | Votants        | 52 632       | 44,43        | 56 610      | 47,95       |  |
| Blancs et nuls                | Blancs et nuls                 | Blancs et nuls | 1 366        | 2,6          | 4 060       | 7,17        |  |
| Exprimés                      | Exprimés                       | Exprimés       | 51 266       | 97,4         | 52 550      | 92,83       |  |
| Source : L'Humanité, Le Monde |                                |                |              |              |             |             |  |

### Deuxième circonscription de La Réunion
| Candidat       | Candidat           | Parti          | Premier tour | Premier tour | Second tour | Second tour |  |
| Candidat       | Candidat           | Parti          | Voix         | %            | Voix        | %           |  |
| -------------- | ------------------ | -------------- | ------------ | ------------ | ----------- | ----------- |  |
|                | Claude Hoarau élu  | PCR            | 17 337       | 47,66        | 26 409      | 55,98       |  |
|                | Margie Sudre       | Divers droite  | 15 459       | 42,5         | 20 764      | 44,02       |  |
|                | Bernard Law-Waï    | Divers droite  | 1 194        | 3,28         |             |             |  |
|                | Jean-Max Nativel   | Divers gauche  | 921          | 2,53         |             |             |  |
|                | Émile Chane-Tou-Ky | Divers droite  | 801          | 2,2          |             |             |  |
|                | Pascal Besnard     | FN             | 662          | 1,82         |             |             |  |
|                |                    |                |              |              |             |             |  |
| Inscrits       | Inscrits           | Inscrits       | 74 743       | 100,00       | 74 742      | 100,00      |  |
| Abstentions    | Abstentions        | Abstentions    | 35 266       | 47,18        | 24 638      | 32,96       |  |
| Votants        | Votants            | Votants        | 39 477       | 52,82        | 50 104      | 67,04       |  |
| Blancs et nuls | Blancs et nuls     | Blancs et nuls | 3 103        | 7,86         | 2 931       | 5,85        |  |
| Exprimés       | Exprimés           | Exprimés       | 36 374       | 92,14        | 47 173      | 94,15       |  |

### Dixième circonscription des Bouches-du-Rhône
- Député sortant : Bernard Tapie (PRS)

| Candidat                                                            | Candidat             | Parti             | Premier tour | Premier tour | Second tour | Second tour |
| Candidat                                                            | Candidat             | Parti             | Voix         | %            | Voix        | %           |
| ------------------------------------------------------------------- | -------------------- | ----------------- | ------------ | ------------ | ----------- | ----------- |
|                                                                     | Roger Meï élu        | PCF               | 15 390       | 37,87        | 28 646      | 60,32       |
|                                                                     | Damien Bariller      | FN                | 10 890       | 26,79        | 18 844      | 39,67       |
|                                                                     | Hervé Fabre-Aubrespy | MPF               | 6 351        | 15,62        |             |             |
|                                                                     | Bernard Kouchner     | PRS               | 5 400        | 13,28        |             |             |
|                                                                     | Patrick Evenat       | Extrême droite    | 449          | 1,10         |             |             |
|                                                                     | Stephan Mathieu      | Extrême droite    | 365          | 0,89         |             |             |
|                                                                     | William Mallol       | Extrême droite    | 324          | 0,79         |             |             |
|                                                                     | Jacques Barbaria     | Sans étiquette    | 312          | 0,76         |             |             |
|                                                                     | Henri Le Guillou     | Divers (PNR)      | 258          | 0,63         |             |             |
|                                                                     | Alain Persia         | Divers écologiste | 251          | 0,61         |             |             |
|                                                                     | Pierre Montagnier    | GÉ                | 250          | 0,61         |             |             |
|                                                                     | Clément Roubaux      | Sans étiquette    | 199          | 0,48         |             |             |
|                                                                     | Michel Martinez      | Extrême droite    | 186          | 0,48         |             |             |
|                                                                     |                      |                   |              |              |             |             |
| Inscrits                                                            | Inscrits             | Inscrits          | 100 939      | 100,00       | 100 940     | 100,00      |
| Abstentions                                                         | Abstentions          | Abstentions       | 59 175       | 58,62        | 50 551      | 50,08       |
| Votants                                                             | Votants              | Votants           | 41 764       | 41,38        | 50 389      | 49,92       |
| Blancs et nuls                                                      | Blancs et nuls       | Blancs et nuls    | 1 129        | 2,70         | 2 899       | 5,75        |
| Exprimés                                                            | Exprimés             | Exprimés          | 40 635       | 97,30        | 47 490      | 94,25       |
| Source : L'Humanité (1) et (2) et Le Monde du 22 octobre 1996, p. 7 |                      |                   |              |              |             |             |